# Neustadt (Lübbenau/Spreewald)
Neustadt, niedersorbisch Nowe Město, ist Wohnplatz der Stadt Lübbenau/Spreewald im Landkreis Oberspreewald-Lausitz in Brandenburg. Der Stadtteil entstand im Wesentlichen zwischen 1957 und 1989 als Plattenbausiedlung und diente als Wohnraum für die Beschäftigten des Kraftwerks Lübbenau und deren Familien.

## Lage
Die Neustadt liegt in der Niederlausitz und im südlichen Teil des Spreewaldes. Sie liegt im südlichen Teil der Stadt Lübbenau, die Landesstraße 49 bilden in etwa die nördliche Grenze der Neustadt. Weitere umliegende Ortschaften sind Boblitz im Südosten, Groß Klessow und Klein Klessow im Süden sowie Zerkwitz mit dem Gemeindeteil Kleeden im Westen.

## Geschichte

### Planung und Baubeginn

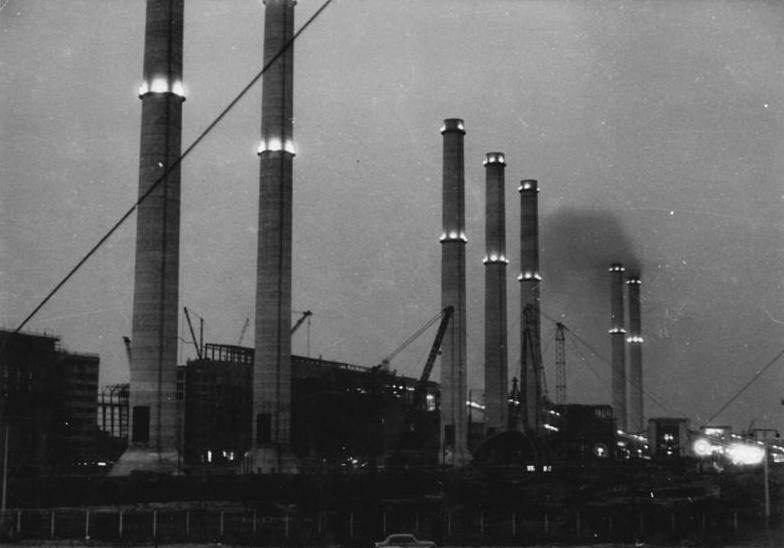
Das Kraftwerk Lübbenau im November 1961. Die Neustadt entstand als Wohnsiedlung für die Beschäftigten des VEB Kraftwerke Lübbenau-Vetschau.

Im Jahr 1952 wurde auf der Parteikonferenz der SED der Ausbau des Bezirks Cottbus zu einem Energiezentrum beschlossen. Dies führte zu dem Plan, in dem Bezirk das damals größte Kohlekraftwerk Europas zu errichten. Schließlich wurden bei einem Auswahlverfahren die Städte Cottbus, Lübben, Forst und Lübbenau als mögliche Standorte beschlossen. Aufgrund der in der Umgebung von Lübbenau vorhandenen Kohlefelder, der guten Bahnanbindung durch die Bahnstrecken Berlin–Görlitz und Lübbenau–Kamenz, wobei das Kraftwerk durch letztere auch mit Braunkohle aus den Tagebauen in der Umgebung von Senftenberg versorgt werden konnte, sowie die Autobahnanbindungen nach Berlin, Cottbus und Dresden fiel die Wahl letztendlich auf Lübbenau. Am 18. April 1956 stellte der Cottbuser Architekt Wilhelm Flemming erstmals die Planungen für den neuen Stadtteil vor. In diesem Plan waren 1500 Wohnungen sowie Infrastruktureinrichtungen vorgesehen. Die Planungsphase begann im August 1956, kurz darauf wurden die Pläne für die Errichtung der neuen Planstadt auch den Lübbenauer Bürgern vorgestellt. Diese wurden, insbesondere durch Bauern, die in dem als Standort vorgesehenen Bereich Nutzland bewirtschafteten, zunächst überwiegend kritisch betrachtet. Am 26. September 1956 trafen sich die Chefarchitekten des Bezirks Cottbus zu einer gemeinsamen Besprechung, wo die Errichtung von zunächst 160 Wohnungen in Großplattenbauweise anvisiert wurde.

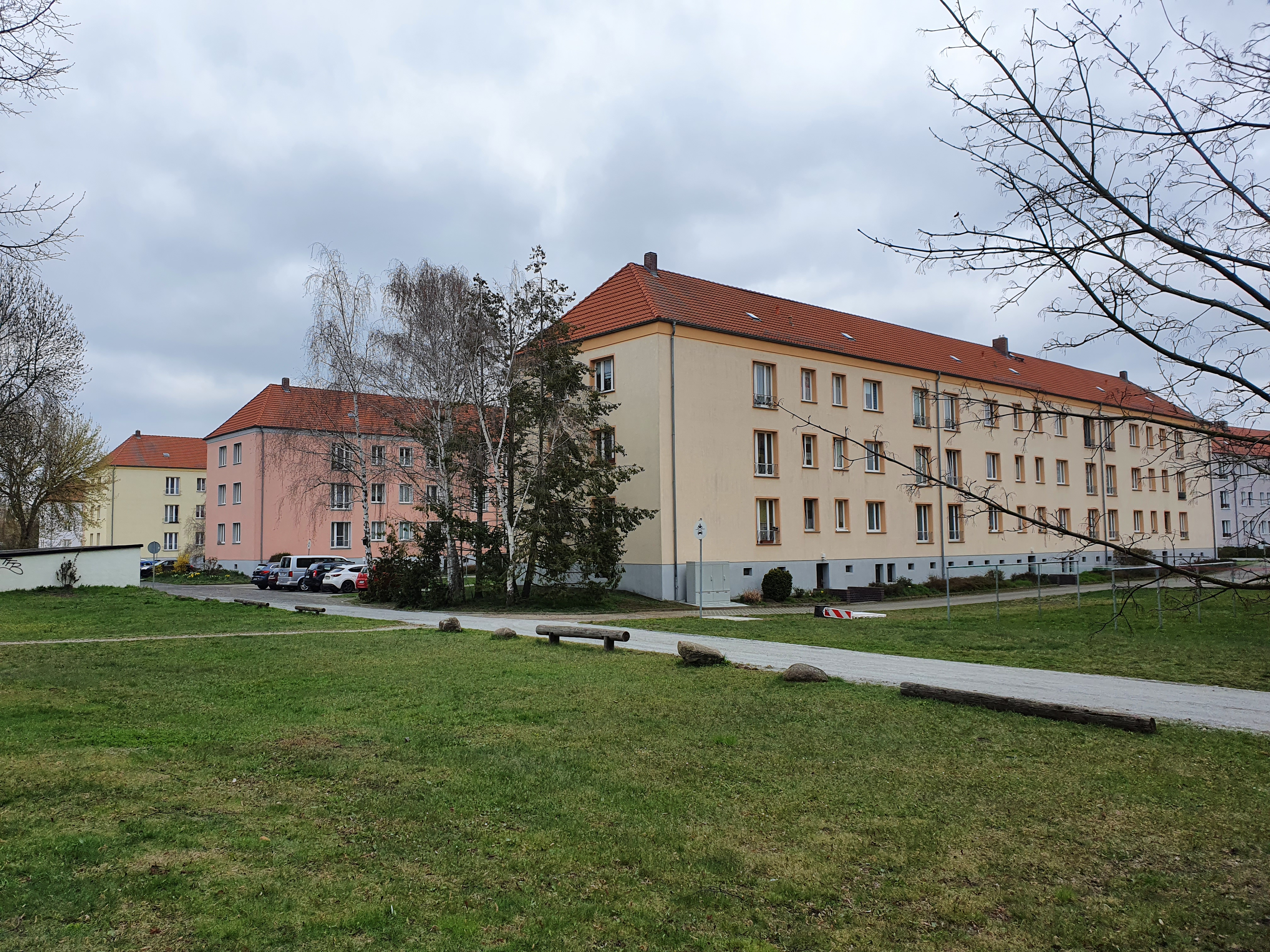
Die Siedlung „Straße des Aufbaus“ (noch Teil der Altstadt) entstand 1957 als Erprobungssiedlung vor der Erschließung der Neustadt

Im Jahr 1957 wurde zur Erprobung eines neuen Wohnbautyps die Erschließungsstraße Straße des Aufbaus mit dreizehn dreigeschossigen Plattenbauten angelegt. Die 225 Wohnungen in diesen Gebäuden mussten noch mit Kohleöften beheizt werden, galten für die damalige Zeit allerdings als sehr modern. Diese Wohnungen wurden zunächst von Ingenieuren bewohnt, die am Bau der Neustadt beteiligt waren. Nach dem Kohle- und Energieprogramm vom 21. März 1957 stand den Kreisen, in denen Braunkohle gefördert wurde, insgesamt 71 Millionen Mark für den volkseigenen Wohnungsbau zur Verfügung. Am 10. April des Jahres bestätigte zunächst der Rat des Kreises Calau und später auch der Rat der Stadt Lübbenau das Grundkonzept für den Bau der Großwohnsiedlung „Lübbenau-Neustadt“. Dieser Plan umfasste 1825 Wohnungen. Am 28. Juni 1957 wurden die ersten Wohnblöcke der Straße des Aufbaus eingeweiht, am 11. Juli wurde im Kulturhaus die erste Arbeiterwohnungsbaugenossenschaft des Kreises Calau gegründet. Die Grundsteinlegung für die Wohnsiedlung erfolgte am 2. September 1957. Der „VEB Wohnungs-Wirtschaftsbetrieb der Stadt Lübbenau“, aus dem im folgenden Jahr der „VEB Kommunale Wohnungsverwaltung Lübbenau“ hervorging, wurde am 15. September 1957 gegründet. Die Grundsteinlegung für den Bau des Kraftwerks Lübbenau fand am 23. Oktober 1957 statt. Die ersten Wohnblöcke wurden noch in Betonbauweise errichtet, da jedoch nur die Hälfte der geplanten Wohnungen im Jahr 1957 fertig gestellt werden konnte, wurde recht schnell zur Plattenbauweise gewechselt.
Im Mai 1958 wurde mit der Errichtung von Plattenbauten in der heutigen Goethestraße begonnen. Da sich diese Bauweise auch zum Errichten höherer Gebäude eignete, wurden die Planungen viergeschossige Gebäude geändert, womit die Zahl der geplanten Wohnungen auf 2187 anstieg. Der damit entwickelte Plattenbautyp „Lübbenau“ fand in der folgenden Zeit auch in Calau, Cottbus, Elsterwerda, Guben oder Lübben Anwendung. Im Sommer 1958 standen entlang der Straße des Friedens fünfzehn Wohnblöcke. Noch im gleichen Jahr wurde mit den Planungen zur Erweiterung der Wohnsiedlung begonnen. Am 10. März 1959 wurde in der Neustadt mit dem Bau einer Gaststätte begonnen, die zum einen den Arbeitern auf der Großbaustelle als Speiseraum und zum anderen von den zukünftigen Bewohnern der Neustadt als Restaurant dienen sollte. Am 1. August 1959 waren 364 Wohnungen bezugsfertig. Daneben existierten zudem bereits eine Schule, ein Kindergarten und ein Kaufhaus. Die Gaststätte wurde am 6. Oktober 1959 der Handelsorganisation übergeben. Am 17. Dezember 1959 ging der erste 50-Megawatt-Block des Kraftwerks Lübbenau in Betrieb. Ende des Jahres zählte die gesamte Stadt Lübbenau 10.669 Einwohner und damit beinahe doppelt so viele wie noch zehn Jahre zuvor.

### Erweiterung des Stadtteils nach Westen

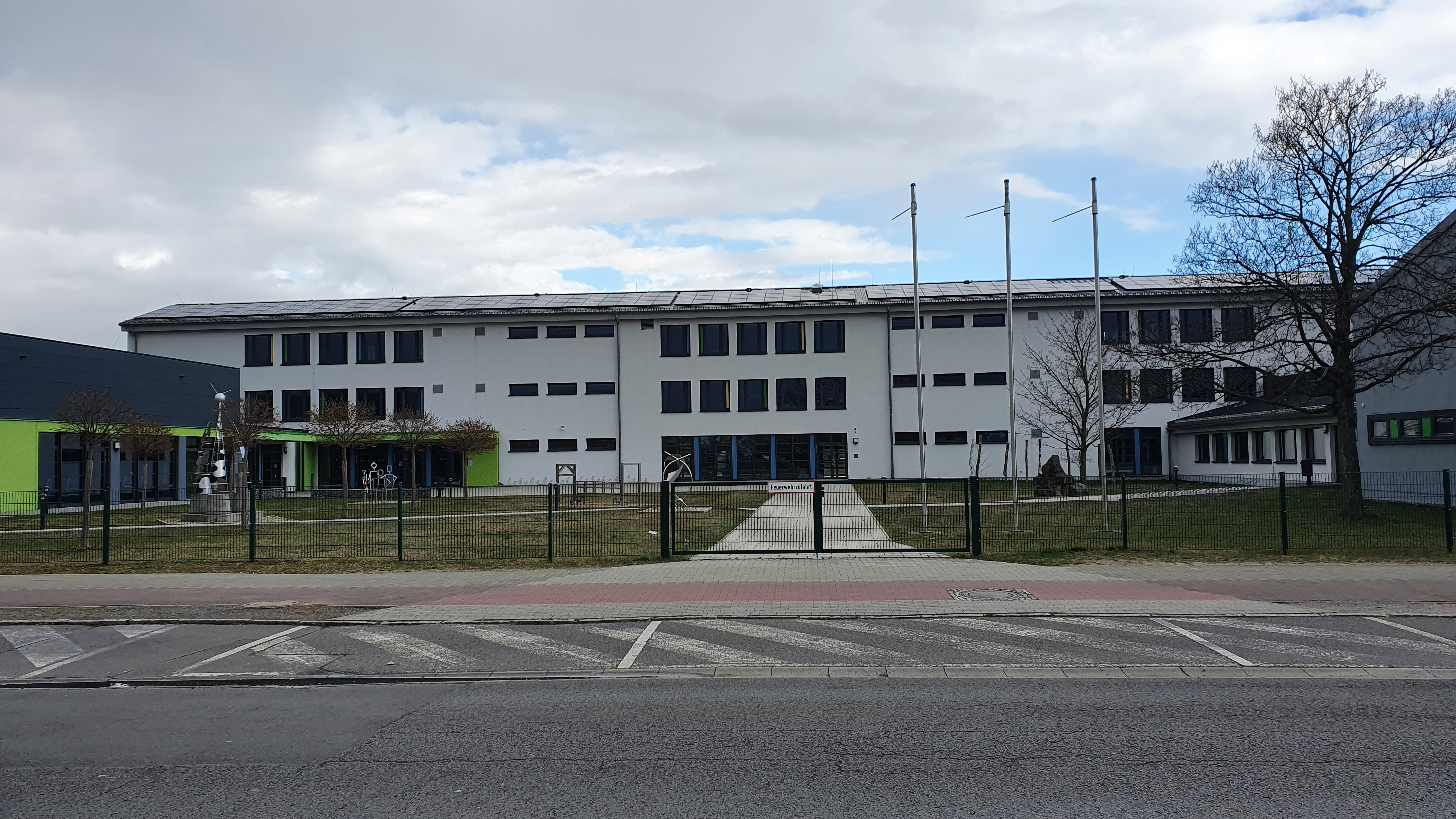
Gebäude der ehemaligen Erich-Weinert-Oberschule (heutiges Paul-Fahlisch-Gymnasium) nach der Sanierung

Die ferngeheizten Wohnungen, die alle mit Bad und Einbauküche ausgestattet waren und über einen Balkon verfügten, galten für die damalige Zeit in der DDR als sehr modern und luxuriös. Da in den 1960er-Jahren die Zahl der Geburten stark zunahm und nicht mehr genug Kinderkrippenplätze vorhanden waren, wurde in der heutigen Straße der Jugend 16 notdürftig ein vorübergehender Kindergarten angelegt. Zudem wurde im Jahr 1960 der Bau der Polytechnischen Oberschule „Erich Weinert“ fertig gestellt, sodass zum Schuljahr 1960/61 die ersten 427 Schulkinder aus der Neustadt in 23 Klassen eingeschult werden konnten. Die Schule befand sich im Süden der Neustadt an der Straße des Friedens. Anfang Oktober wurde mit den Planungen für ein Lehrlingskombinat begonnen. Außerdem war nahe der Schule eine Großsportanlage geplant. Am 11. November 1960 wurde die Kaufhalle der Neustadt durch die HO eröffnet, diese war damals die größte Kaufhalle im Bezirk Cottbus. Der Entwurf zur Westerweiterung der Planstadt vom 10. Dezember 1960, sah 16 weitere Wohnblöcke mit 592 Wohnungen in der Straße der Jugend, der Robert-Koch-Straße und der August-Bebel-Straße vor. Dazu kam wieder eine Betreuungseinrichtung, eine Sportanlage sowie eine Schule mit Turnhalle. Ebenfalls 1960 wurde mit dem Bau der Poliklinik in der Nähe der Kraftwerkstraße begonnen. 1961 lebten in Lübbenau etwa 18.000 Einwohner. Im September 1961 waren in der Neustadt 1653 Wohnungen fertig gestellt, 3000 Wohnungen befanden sich noch im Bau oder in Planung. Am 15. Februar 1962 wurde in der Nähe der Poliklinik eine weitere Kindertagesstätte eröffnet, um den weiter wachsenden Bedarf an Krippenplätzen zu decken. Wenig später wurde durch freiwillige Eltern im Rahmen des Nationalen Aufbauwerks noch ein Spielplatz gebaut. Mitte des Jahres hatte die Stadt Lübbenau 13.580 Einwohner, davon lebten etwa 7500 in der Neustadt.

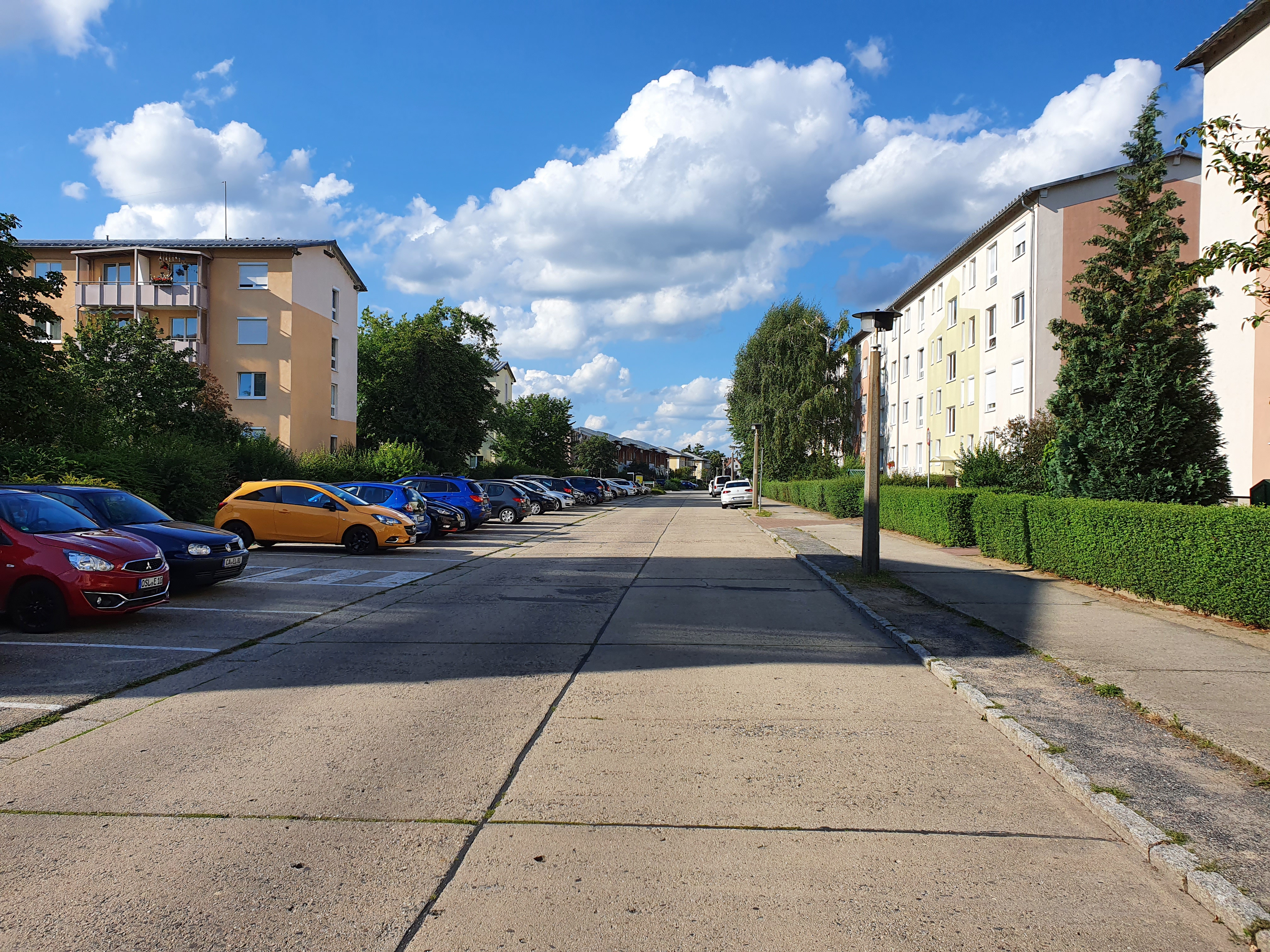
August-Bebel-Straße

In der Folgezeit wurden weitere Planungen für eine Erweiterung der Neustadt erstellt, sodass die Stadt Lübbenau im Jahr 2000 eine Einwohnerzahl von 30.000 überschreiten sollte. Am 11. April 1963 wurde die Poliklinik nach dreijähriger Bauzeit an die Öffentlichkeit übergeben. Auf der Mitgliederversammlung der Betriebssportgemeinschaften „Aktivist“ und „Turbine“ wurde am 27. April 1963 der neue Sportverein TSG Lübbenau 63 gegründet. Daraufhin wurden entsprechende Sportstätten ergänzt. Bereits im folgenden Jahr umfasste die TSG etwa 1000 Mitglieder. Im November 1963 ordnete der Ministerrat den Bau von 120 Wohnungen des Plattenbautyps P2 an, dazu mussten zwei bereits errichtete Bauten in der August-Bebel-Straße umkonzipiert werden. Zudem wurde den Stadtplanern auferlegt, bis Anfang 1964 240 Wohnungen für die Arbeitskräfte des Kraftwerks Lübbenau zur Verfügung zu stellen. Wenig später wurde dieser Plan jedoch wieder verworfen, und man entschied sich, den Bau Friedrich-Engels-Straße 7–9 als P2-Bau auszuführen. Gegen Ende des Jahres waren Plattenbauten mit insgesamt 582 Wohnungen neu hinzugekommen, die Stadt Lübbenau hatte 14.698 Einwohner. Am 15. Januar 1964 wurde ein neuer Bebauungsplan vorgestellt. Nach diesem sollte die Stadt Lübbenau in drei Bereiche gegliedert werden. Der für 10.000 Einwohner Wohnkomplex I umfasste den bereits errichteten Teil der Neustadt zwischen der August-Bebel-Straße und der Kraftwerkstraße, der Wohnkomplex II mit vorgesehenen 14.000 Einwohnern sollte sich von der August-Bebel-Straße aus nach Westen bis an den Ortsrand von Zerkwitz erstrecken und der Wohnkomplex III bildete die Altstadt. Für jeden dieser Wohnkomplexe sollte zusätzlich ein eigenes Stadtzentrum angelegt werden. Dazu kamen Planungen für den Bau einer Umgehungsstraße, um den Durchgangsverkehr aus der Stadt herauszuhalten.

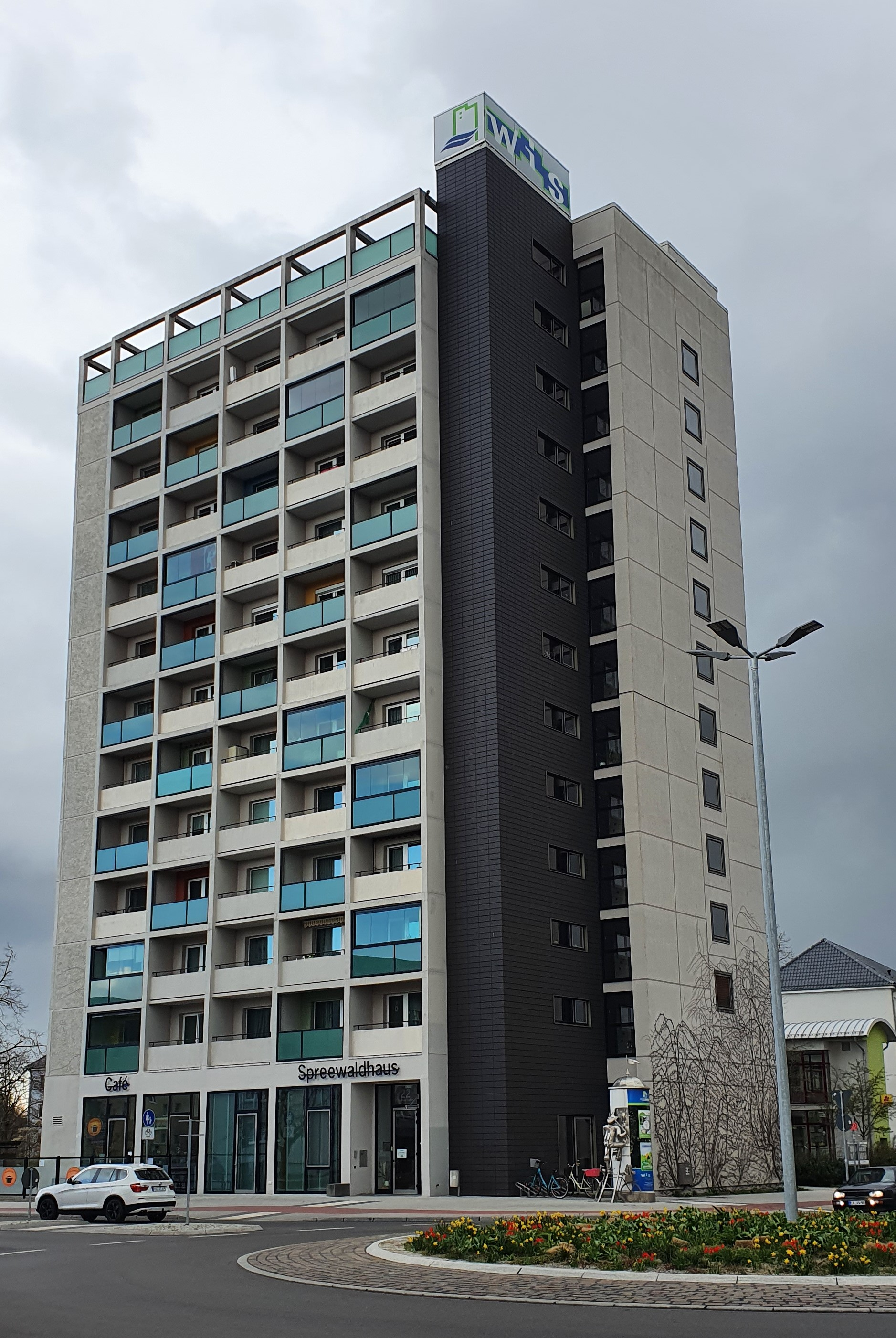
Spreewaldhaus

Anfang 1965 wurde das dreizehngeschossige Punkthochhaus mit 155 Apartmentwohnungen an der Ecke „Straße des Friedens/Straße der Jugend“ eingeweiht. Im April wurden die letzten Gebäude des Wohnkomplexes I fertig gestellt und mit den Vorbereitungsarbeiten für den Wohnkomplex II begonnen. Bereits kurz darauf startete der Bau der Wohnblöcke in der Alexander-von-Humboldt-Straße und der Dr.-Albert-Schweitzer-Straße. Bereits Ende des Jahres konnte der Block 15, dem späteren Wohnblock Alexander-von-Humboldt-Straße 1–5, als erster des Wohnkomplexes II bezogen werden. Gleichzeitig befanden sich ein Kindergarten und eine Kaufhalle in Bau. Am 1. Februar 1966 wurden der noch heute existierende Kindergarten „Friedrich Fröbel“ in der Alexander-von-Humboldt-Straße sowie die Kaufhalle in der Straße der Einheit eröffnet. Zu dieser Zeit führte die Technische Universität Dresden in der Neustadt Messungen durch, bei denen Luftverunreinigungen mit Flugasche und Schwefeldioxid festgestellt wurden, die ein Vielfaches über den Grenzwerten lagen. Dazu kam, das bei den Einwohnern der Neustadt vermehrt Lungenerkrankungen und verschiedene Blutkrankheiten festgestellt wurden und die Menschen eine im Vergleich zum Rest der DDR um fünf bis zehn Jahre gesenkte Lebenserwartung hatten. Daraufhin wurden Überlegungen begonnen, den Wohnungsbau in der Neustadt vollständig einzustellen. Da dies allerdings einen industriellen Zusammenbruch dargestellt hätte und zudem Wohnraum für die Einwohner der für die Devastierung vorgesehenen Dörfer Tornow und Seese benötigt wurde, wurde die Erweiterung der Neustadt fortgesetzt. Am 7. Oktober 1966 gab es in der Neustadt 3597 Wohnungen, dazu kamen seit Grundsteinlegung im September 1957 drei Schulen, jeweils vier Kindergärten und Kinderkrippen, eine Poliklinik sowie mehrere Kaufhallen und Dienstleistungseinrichtungen. Bis 1970 sollten nach Planungen 2000 weitere Wohnungen entstehen.
Anfang 1967 wurden die letzten fünf Wohnblöcke der Alexander-von-Humboldt-Straße fertig gestellt, diese waren die letzten Wohnblöcke des Plattenbautyps „Lübbenau“, fortan wurden alle neuen Blöcke als P2-Bauten ausgeführt. Am Ende des Jahres waren 507 neue Wohnungen entstanden. Am 11. März 1968 eröffnete in der Dr.-Albert-Schweitzer-Straße die erste Kinderkombination der Stadt Lübbenau sowie die zweite im Bezirk Cottbus. Um die Begrünung der Neustadt voranzubringen, gründete der Rat der Stadt Lübbenau eine „Grünanlagenbrigade“, die nach und nach vergrößert wurde und für die Anlegung und Pflege der Grünanlagen zuständig war. Bis Ende 1968 waren seit der Grundsteinlegung nun 3.482 Wohnungen entstanden. Zu Beginn des folgenden Jahres schritt die Westerweiterung der Neustadt weiter voran, Mitte des Jahres waren bereits 230 neue Wohnungen entstanden. Im März folgte die zweite Kinderkombination Lübbenaus, eine dritte in der Rudolf-Breitscheid-Straße war in Bau. Ende des Jahres reichte die Neustadt bis an den Nachbarort Zerkwitz heran, somit war der geplante Wohnungsbau im großen Stil abgeschlossen. Das Durchschnittsalter der Einwohner der Neustadt lag Ende 1969 bei 28,2 Jahren, Lübbenau war damals eine der kinderreichsten Städte der DDR.
Am 28. Oktober 1970 wurde in der Otto-Grotewohl-Straße die größte Turnhalle des Kreises Calau eingeweiht. Sie diente als Turnhalle für den Schulsport der POS „Werner Seelenbinder“ und sollte auch für größere Sportveranstaltungen genutzt werden. Am 1. Januar 1971 umfasste die Stadt Lübbenau 21.788 Einwohner, wobei im Vorjahr 333 Kinder geboren und 146 Ehen geschlossen wurden. Anfang des Jahres 1972 wurde in der Alexander-von-Humboldt-Straße ein weiterer Wohnblock gebaut, der im April bezogen werden konnte. Im Folgemonat wurde in der Neustadt eine Stadtbuslinie eingeweiht. Diese war mit dem Werksverkehr des Kraftwerks Lübbenau verknüpft, weshalb die Benutzung des Stadtbusses für Kraftwerksangestellte kostenlos war. Am 3. Juni 1972 wurde in der Friedrich-Engels-Straße mit dem Bau einer Wohnsiedlung aus 18 Eigenheimen des Typs „Bastei“ begonnen, die vor allem von kinderreichen Familien bezogen wurde und aus diesem Grund auch gefördert wurde. Am 4. Dezember 1972 eröffnete in der Otto-Grotewohl-Straße eine weitere Kaufhalle, damals die größte Kaufhalle im Kreis Calau. Zwischen 1985 und 1988 wurde im Süden der Neustadt mit dem sogenannten „Linden-“ bzw. „Musikerviertel“ das letzte neue Wohngebiet im Stadtteil gebaut, die Wohnblöcke entstanden als Bauwerke vom Typ WBS 70.

### Nach der Wiedervereinigung

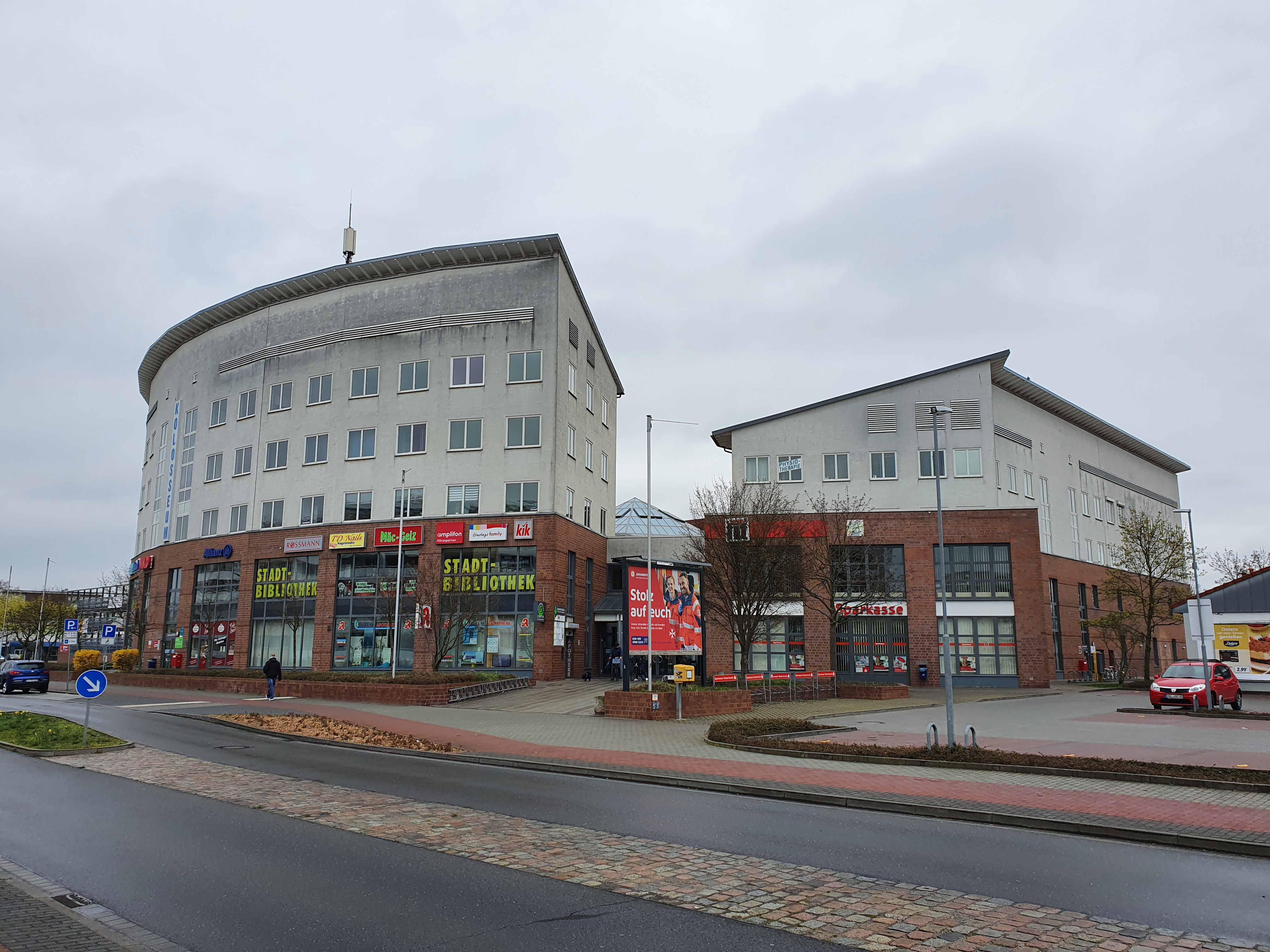
Das 1994 eröffnete Einkaufszentrum „Kolosseum Spreewald“

Nach der Wiedervereinigung sowie der Stilllegung des Kraftwerks im Jahr 1996 hatte die Neustadt einen hohen Bevölkerungsrückgang zu verzeichnen, der Wohnungsleerstand lag zeitweise bei mehr als 15 Prozent. Am 24. November 1994 wurde das Einkaufszentrum „Kolosseum Spreewald“ eröffnet. Zwischen 2002 und 2014 wurden in der Neustadt etwa 1300 Wohnungen zurückgebaut. Die weiterhin bestehenden Plattenbauten wurden saniert. Die Wohnblöcke in der Neustadt werden heute zu zwei Dritteln „WIS-Wohnungsbaugesellschaft im Spreewald mbH“ und zu einem Drittel von der „Gemeinnützigen Wohnungsbaugenossenschaft (GWG)“ verwaltet. Im Jahr 2009 wurde der in Kooperation zwischen den beiden Wohnungsbaugenossenschaften und der Stadt Lübbenau errichtete „Zeitlos-Spielepark“ zwischen den Wohnblöcken August-Bebel-Straße 1–5 und Straße der Jugend 13–15 eröffnet. Die Kaufhalle am „Roten Platz“ wurde im Oktober 2020 abgerissen und durch einen neuen Supermarkt ersetzt.